# Leonard Harris (actor)
Leonard Harris (27 de septiembre de 1929 - 28 de agosto de 2011)  fue un actor, crítico y autor estadounidense. A pesar de contar con una carrera muy corta como actor de cine es conocido por sus papeles desarrollados como el Senador Charles Palantine en la película Taxi Driver (1976) y el alcalde en Hero at Large (1980).

## Biografía
Leonard Jerome Harris nació en el condado de El Bronx el 27 de septiembre de 1929. Se graduó en el City College y sirvió en el ejército en Fort Dix durante la guerra de Corea. En 1961 se casó con Mary Ann Wurth. De su matrimonio con Mary tuvieron dos hijos: Sarah y David Harris. Leonard y Mary se divorciaron en el año 1973. También tenía casas en Stanfordville, Estado de Nueva York y West Palm Beach en Florida.
Leonard Harris comenzó su carrera escribiendo obituarios y reseñas de libros para el Hartford Courant en 1958. En 1966 se convirtió en crítico cultural de WCBS-TV en la ciudad de Nueva York; cargo que ocupó hasta el año 1974. Leonard llegó a publicar tres novelas y más adelante de su carrera también trabajó como escritor de televisión. A finales de los años 80 y principios de los 90, formó parte del Comité de Nominaciones de los Premios Tony.
Leonar Harris también interpretó al alcalde en la comedia romántica de 1980, Hero at Large. Su primera novela fue El plan Masada, que fue calificada por el novelista Meyer Levin en The New York Times Book Review de "apasionante, rápida y diseñada para expertos". Una cuarta novela se publicó posterior a su fallecimiento.
Leonard Harris falleció el 28 de agosto del 2011 en Hartford, Connecticut, a la edad de 81 años, debido complicaciones de una neumonía.

## Filmografía

### Película
| Año  | Título        | Role                     | Notas                        |
| ---- | ------------- | ------------------------ | ---------------------------- |
| 1976 | Taxi Driver   | Senador Carlos Palantine |                              |
| 1980 | Hero at Large | Alcalde                  | (papel final de la película) |

### Televisión
| Año  | Título          | Role     | Notas                                                      |
| ---- | --------------- | -------- | ---------------------------------------------------------- |
| 1967 | Ojo al arte     | Narrador | Serie documental <br /> Episodio: "Los muros se derrumban" |
| 1973 | What's My Line? | Él mismo | 1 episodio                                                 |